# Catherine Cormier-Larose
 (octobre 2023).
Catherine Cormier-Larose est une poètesse, critique littéraire, coordinatrice d'évènements et commissaire indépendante québécoise. Elle est directrice des Productions Arreuh, du festival Dans ta tête et du Gala de l'Académie de la vie littéraire.

## Biographie
Catherine Cormier-Larose naît en Mauricie au Québec, Canada. Dès son enfance, elle crée des histoires. Vers l'âge de 9-10 ans, elle commence à les retranscrire et les illustrer sur papier. Elle prend goût aux publications artisanales et aux formats DIY. Son premier contact formel avec la poésie est au Cégep, où elle et étudiante en Arts et Lettres, option littérature.
Elle commence à réciter ses poèmes sur diverses scènes à travers le Québec, écrit pour des magazines littéraires et rédige des critiques. Ses publications se retrouvent dans de nombreux collectifs, revues et fanzines. Ses poèmes sont lus sur de nombreuses scènes. Elle affirme que la performance est un aspect vital de la poésie. En effet, elle voit la scène comme « un laboratoire pour le poème à venir, [car] c’est elle qui le met au monde ».
Historienne de l'art de formation, elle finit sa maîtrise à l'Université de Montréal. Le thème : les enjeux intermédiatiques du texte et de l'image chez Julie Doucet et Ken Lum en 2009.
En 2011, elle est coordinatrice du festival Voix d'Amériques à Montréal.
Elle fait partie du jury pour Poème sale en 2014.
En 2017, elle publie son premier recueil solo, L'Avion est un réflexe court, chez Del Busso Éditeur.
Elle est directrice générale et artistique des Productions Arreuh depuis 2007. À partir de 2008, elle organise le Gala de l'Académie de la vie littéraire et, à compter de 2013, le festival Dans ta tête. 
Critique et coordinatrice du volet poésie, elle travaille pour Les Voix de la poésie depuis 2016. Elle est membre du conseil administratif d'Archives Montréal.
Elle s'engage à « démocratiser la poésie en la projetant dans l'espace public et en créant des évènements accessibles. » Elle souhaite « déconstruire le cliché de la poésie comme un milieu fermé, un milieu de cliques ».

## Œuvre

### Poésie
Catherine Cormier-Larose a publié dans plusieurs revues, collectifs et fanzines.
Son premier recueil solo, paru en 2017 chez Del Busso Éditeur, s'intitule L'Avion est un réflexe court. Ce recueil, écrit dans un langage punk, met en lumière des expériences, des bribes de souvenirs. Dans la revue littéraire Lettres québécoises, Sébastien Dulude décrit ses poèmes comme « des tatouages-témoignages de vies alternatives, éclatées ».
- Les Chats, recueil collectif, Éditions Rodrigol, 2008[16]
- Le livre noir de ma mère, collectif de nouvelles, Éditions de Ta Mère[17]
- Dirty juke-box part III in Moebius, numéro 122, 2009[18]
- Avoir peur que le nouveau yoga soit du pole dancing : vignettes muséales in Moebius, numéro 129, 2011[19]
- Les monstres spectaculaires, recueil collectif, Éditions Rodrigol, 2011[20]
- Catherine Cormier-Larose à Maxime-Olivier Moutier in Moebius, numéro 132, 2012[21]
- Mes animaux in Moebius, numéro 144, 2015[22]
- L'Avion est un réflexe court, Del Busso Éditeur, 2017[23]

### Performances
Au Québec et à travers le monde, elle fait de la performance poétique avec ferveur, se produit et anime des scènes autant underground qu'institutionnelles. 
- Shift de Nuit, Arreuh, 2010[24]
- Music for money, 2010[24]
- Dormir dehors, 2013[25]
- Lectures hochelagaises, 2013[25]
- La poésie au flambeau, 2013[25]
- Académie de la vie littéraire en tournée, 2014[26]
- Slam Session, 2014[26]
- L'OFF-Festival de poésie de Trois-Rivières, 2014[26]
- L'OFF-Festival de poésie de Trois-Rivières, à Montréal, 2014[26]
- Je vous répondrai par la bouche (Just watch me), 2014[26]
- Kermesse littéraire de la montagne, 2014[26]

### Expositions
Commissaire indépendante, Catherine Cormier-Larose a organisé des performances poétiques avec le théâtre La Chapelle et la Maison des arts de Laval.
- Banlieue ! : ordre et désordre, exposition et installation, avec Jasmine Colizza, salle Alfred-Pellan, Maison des arts de Laval, 2015[27]

## Autres contributions et travaux

### Les Productions Arreuh
Catherine Cormier-Larose est directrice générale et artistique des Productions Arreuh. Fondé en 2007, cet organisme non-subventionné fait la promotion de pratiques poétiques, performatives, artistiques et enfantines. Il s'intéresse particulièrement « à la prise d’assaut d’endroits publics par la poésie ». Les Productions Arreuh publient notamment des micro-revues, appelées fanzines. Elle participe et organise des évènements poétiques à travers le Québec : sessions de slam, tables rondes, micros ouverts, expositions et performances. Les Productions Arreuh sont à l'origine des festivals La Poésie prend le parc, La Rue de la poésie, le festival Dans ta tête et le Gala de l'Académie de la vie littéraire.

#### La Poésie prend le parc
Les Productions Arreuh se donnent pour mission d'occuper les espaces publics avec de la poésie. Elles organisent, en collaboration avec l'organisme Craque de poème, le festival La Poésie prend le parc à Trois-Rivières. Ce festival présente des lectures de poésie dans des endroits publics à travers la ville.

#### La Rue de la poésie
La Rue de la poésie est une exposition annuelle se déroulant dans le quartier montréalais de Hochelaga-Maisonneuve. En collaboration avec la Maison de la culture Maisonneuve, des poèmes sont affichés dans les rues pour embellir l'espace et diffuser la poésie.

### Le Festival Dans ta tête
Depuis 2013, les Productions Arreuh organisent annuellement le festival Dans ta tête. C'est un festival littéraire indépendant à Montréal. Pendant dix jours, le festival met en place une variété de spectacles et met en scène des poètes novices aux côtés des vétérans. Le festival Dans ta tête se clôt avec le Gala de l'Académie de la vie littéraire.

### Le Gala de l'Académie de la vie littéraire
Fondé en 2008, le Gala de l'Académie de la vie littéraire est un gala indépendant visant à récompenser les héros de l'ombre du monde littéraire. En décernant des prix à des œuvres non conventionnelles ou expérimentales (blogues, performances, fanzines), le gala souhaite mettre en lumière ceux qui passent inaperçus dans l'institution littéraire officielle. Jusqu'à 2013, Catherine Cormier-Larose, Mathieu Arsenault et Vickie Gendreau en sont les organisateurs. Aujourd'hui, Catherine Cormier-Larose le met sur pied avec Mathieu Arsenault.

### Les Voix de la poésie
Depuis 2016, Catherine Cormier-Larose travaille en tant que critique et coordinatrice du volet poésie pour Les Voix de la poésie. Elle coordonne leurs évènements régionaux (concours en équipe de langue française), crée des expositions poétiques à travers les villes où se trouvent les Grandes Finales, supervise leur journal étudiant de poésie, Voice/Voix, et fait la tournée des écoles annuellement pour le programme Poètes à l'école/Poets in class.